# Orlandina Basket 2000-2001
L'Orlandina Basket 2000-01, sponsorizzata Upea, ha preso parte al campionato di Serie B d'Eccellenza.

## Verdetti
- Serie B d'Eccellenza, Gir. B:
  - stagione regolare: 2º posto su 14 squadre (15-11).
  - playoff: promossa in Legadue battendo in semifinale G.S. Riva (2-1) ed in finale Sacil HLB Pavia (2-0)

## Roster
| Giocatori |
| --------- |

|    | Naz.              | Ruolo | Sportivo            | Anno | Alt. |  |  |
| -- | ----------------- | ----- | ------------------- | ---- | ---- |  |  |
| 6  | Italia (bandiera) | P     | Francesco Origlio   | 1971 | 187  |  |  |
| 7  | Italia (bandiera) | G     | Tommaso Plateo      | 1978 | 190  |  |  |
| 8  | Italia (bandiera) | G     | Marco Caprari       | 1976 | 194  |  |  |
| 9  | Italia (bandiera) | A     | Marco Spangaro      | 1969 | 195  |  |  |
| 10 | Italia (bandiera) | P     | Alessandro Fantozzi | 1961 | 189  |  |  |
| 11 | Italia (bandiera) | A     | Diego Pastori       | 1961 | 201  |  |  |
| 12 | Italia (bandiera) | C     | Lorenzo Bortolani   | 1971 | 200  |  |  |
| 13 | Italia (bandiera) | C     | Pietro Bianchi      | 1973 | 201  |  |  |
| 14 | Italia (bandiera) | A     | Giuseppe Condello   | 1971 | 198  |  |  |
| 15 | Italia (bandiera) | G     | Francesco Orsini    | 1973 | 190  |  |  |

| Staff tecnico                          |
| -------------------------------------- |
| Allenatore: Giovanni Papini            |
| da dicembre Franco Gramenzi            |
| Assistente: Agostino Origlio           |
| Assistente: Federico Pasquini          |
| Preparatore atletico: Pippo Ferrarotto |
| Fisioterapista: Giovanni Bontempo      |

| Under aggregati alla prima squadra |
| ---------------------------------- |

|   | Naz.              | Ruolo | Sportivo         | Anno | Alt. |  |  |
| - | ----------------- | ----- | ---------------- | ---- | ---- |  |  |
| 4 | Italia (bandiera) | A     | Renato Mondello  | 1981 | 185  |  |  |
| 5 | Italia (bandiera) | G     | Marcello Castano | 1981 | 180  |  |  |